# 1737 en architecture
| Années de l'architecture : 1734 - 1735 - 1736 - 1737 - 1738 - 1739 - 1740    |
| Décennies de l'architecture : 1700 - 1710 - 1720 - 1730 - 1740 - 1750 - 1760 |

Cet article présente les faits marquants de l'année 1737 en architecture.

## Réalisations
- Palais Neuhaus-Preysing à Munich (seule la façade baroque est d'origine).

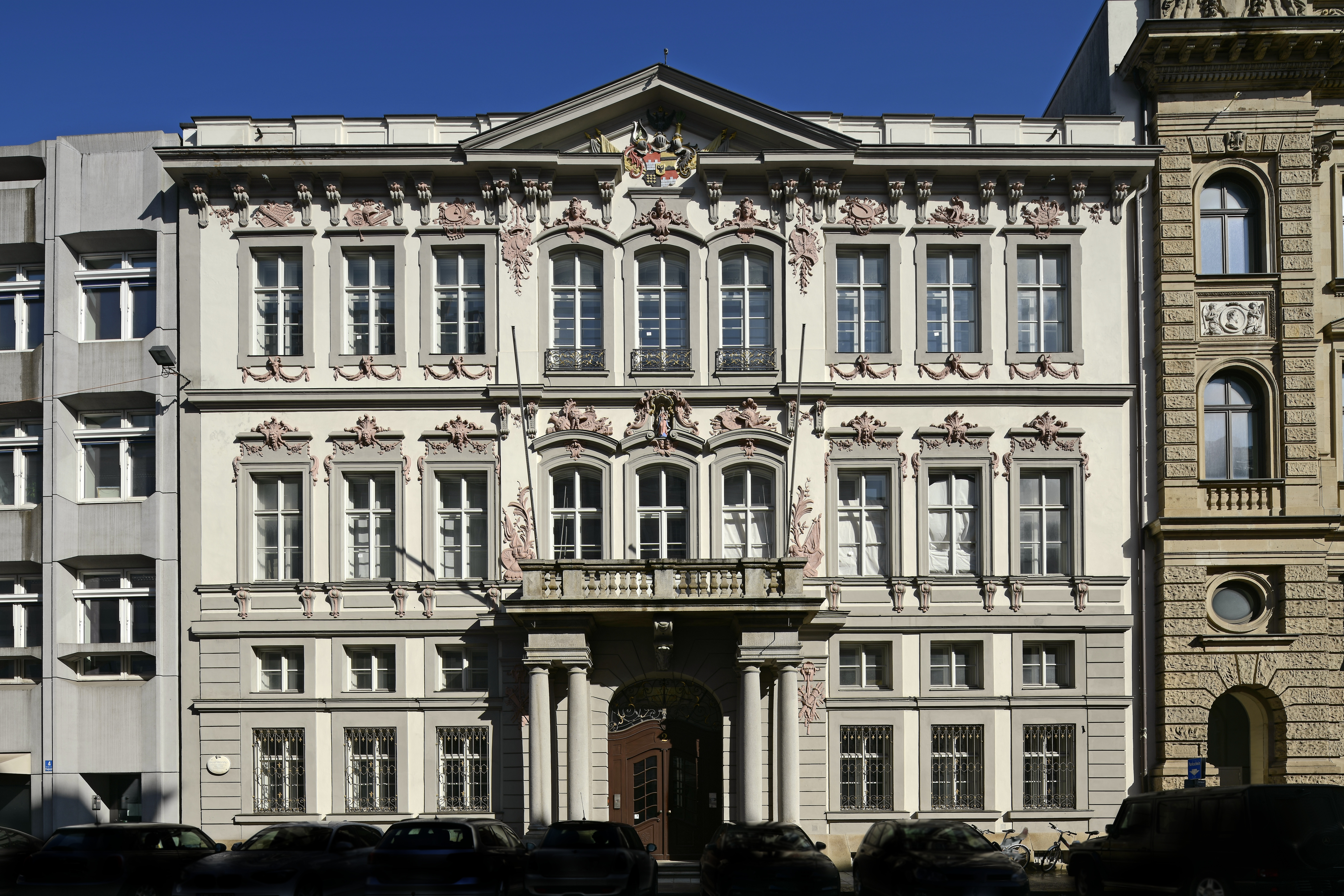
Façade du Palais Neuhaus-Preysing.

## Événements
- x

## Récompenses
- Prix de Rome (sujet « deux dessins d'escaliers, l'un pour un hôtel ordinaire et l'autre pour un palais magnifique ») : Gabriel Pierre Martin Dumont (premier prix) ; Laurent Lindet (deuxième prix).

## Naissances
- 8 février : Antoine Joseph de Bourge (†1811).

## Décès
- 8 mars : Domenico Rossi (° 28 décembre 1657).
- Jules Michel Alexandre Hardouin.